# Brachymenium ptychothecium
Brachymenium ptychothecium là một loài Rêu trong họ Bryaceae. Loài này được (Besch.) Ochi mô tả khoa học đầu tiên năm 1963.